# Bərgüşad
Bərgüşad è un comune dell'Azerbaigian situato nel distretto di Ucar. Conta una popolazione di 5 803 abitanti.